# Muzzolon
Muzzolon (Muxołon in veneto) è una frazione del comune italiano di Cornedo Vicentino, in provincia di Vicenza, la parrocchia omonima fa parte della diocesi di Vicenza, vicariato di Valdagno.

## Geografia fisica
Muzzolon si trova a nordovest del capoluogo comunale, verso il confine con Valdagno. Si arrocca sulle alture alla sinistra orografica della Valle dell'Agno.

## Storia
La prima testimonianza della presenza di un edificio di culto nel territorio di Muzzolon risale ad un testamento redatto proprio a Muzzolon in data 7 dicembre 1419 nel quale una testatrice chiede: «Eligo corpus meum sepeliri in poliandro seu Zimiterio Ecclesiae Sancti Marchi de Muzzolone», ossia: «Voglio che il mio corpo sia seppellito nel poliandro, o Cimitero, della Chiesa di S. Marco di Muzzolone».

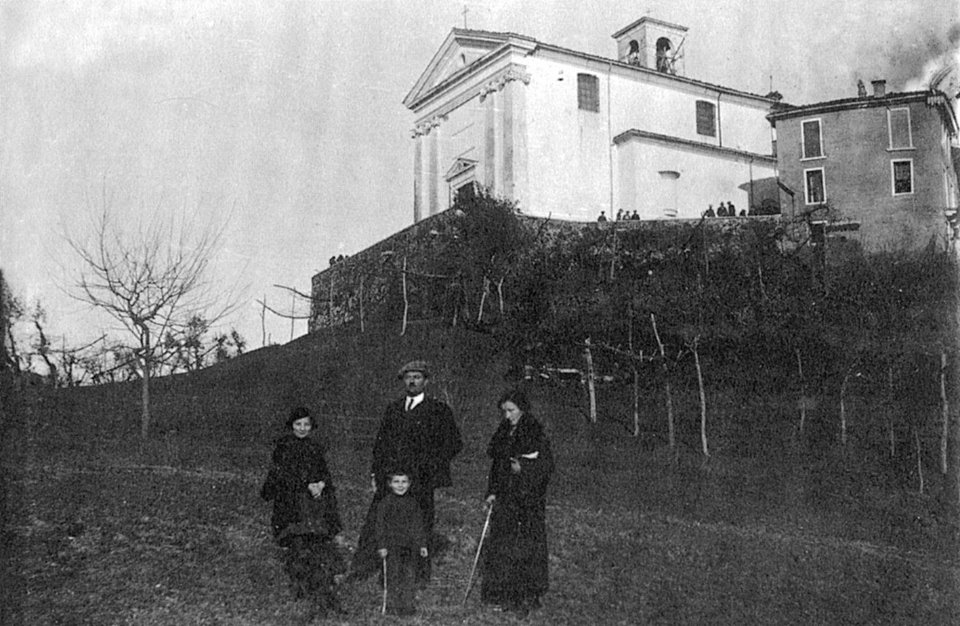
Muzzolon, primo '900

Nell'anno 1530, il giovedì 11 agosto, i Procuratori del Comune di Muzzolone chiesero al vescovo di Vicenza, cardinale Niccolò Ridolfi, di potersi eleggere un sacerdote che risiedesse a Muzzolon e compisse gli uffici parrocchiali; i Procuratori promettevano al futuro parroco e ai suoi successori il «quartese» sui poderi del loro territorio e di curare il suo sostentamento. Con bolla del cardinale-vescovo dello stesso anno vennero accettate le proposte del Comune di Muzzolone e venne eretta la parrocchia.

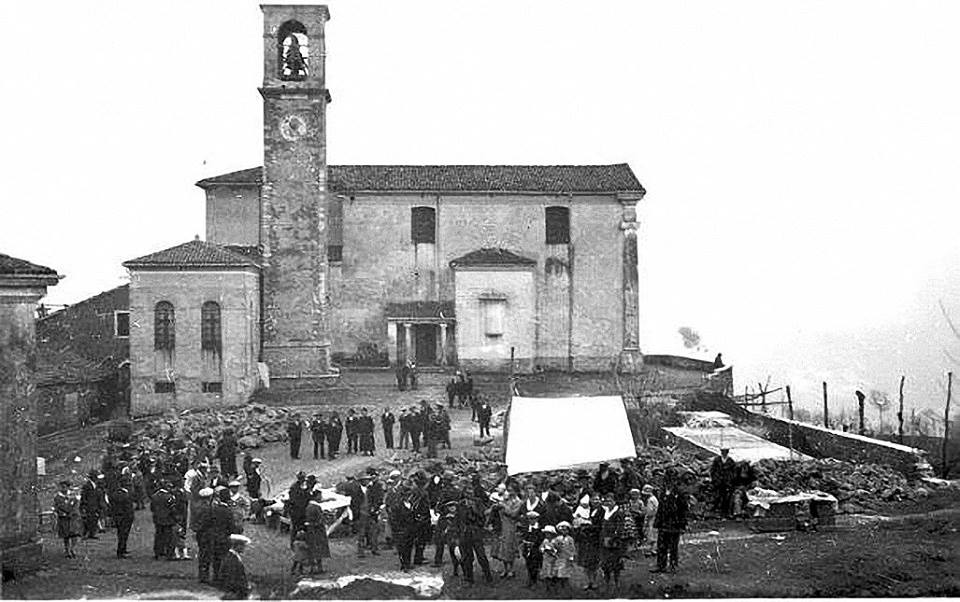
Muzzolon, 1931

Interno della vecchia chiesa parrocchiale

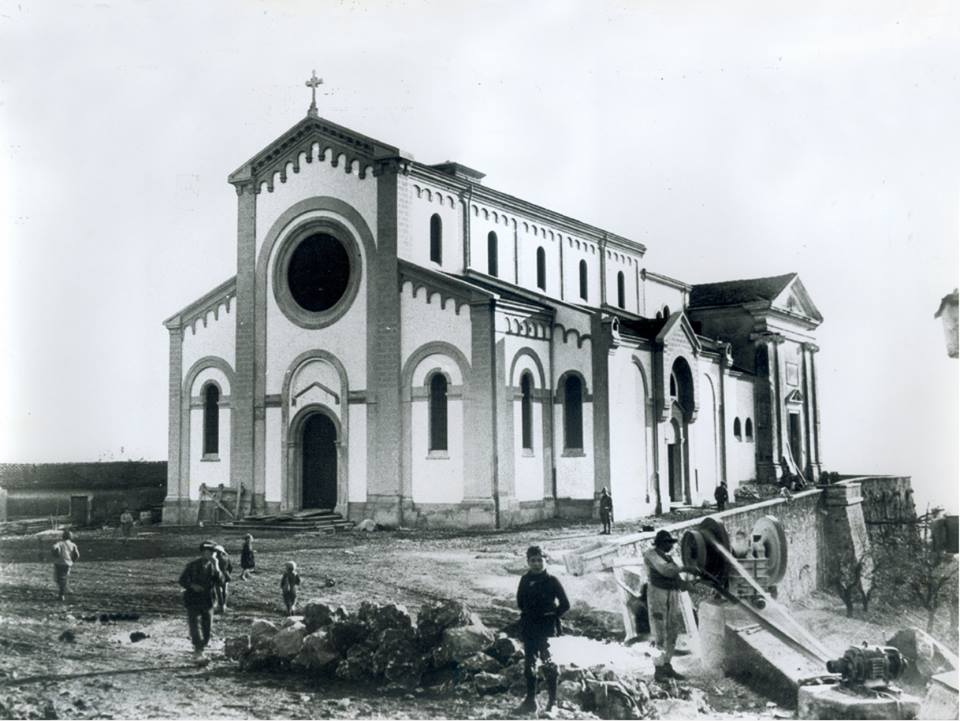
1934 ca. Muzzolon, Nuova chiesa parrocchiale, esterno

Con decreto redatto in data 15 aprile 1927, mons. Ferdinando Rodolfi, vescovo di Vicenza, esaudendo il desiderio degli abitanti di tali contrade, smembrava dalla parrocchia di Cornedo le contrade Crestani, Bassiani, Tisi, Bastianelli e Colombara e le aggregava alla parrocchia di Muzzolone.
Il 3 agosto 1935 il vescovo di Vicenza consacrò solennemente la nuova chiesa parrocchiale.

## Edifici religiosi
- Chiesa Parrocchiale di San Marco Evangelista. L'attuale chiesa parrocchiale venne costruita fra il 1931 ed il 1934 in stile bizantino moderno su progetto dell'architetto Pietro Dal Fabro. La chiesa è a tre navate scandite da colonne in marmo olivo con quattro cappelle laterali. L'altare maggiore di San Marco del 1713 e l'altare della Madonna del Rosario del 1714 sono stati recuperati dalla vecchia chiesa. Gli altari laterali sono dedicati alla Madonna del Rosario, al Sacro Cuore di Gesù e all'Immacolata Concezione. La navata centrale misura m 8x24, le navate laterali m 4x24, il presbiterio m 8x8, i coretti m 4x8.

Il 20 settembre 1931 il vescovo di Vicenza, mons. Ferdinando Rodolfi benedisse la prima pietra della chiesa. Nella pietra benedetta, posta sotto il pilastro sinistro dell'arco trionfale del presbiterio fu posta la tradizionale pergamena:
FERDINANDO RODOLFI
PER GRAZIA DI DIO E DELLA SANTA SEDE
VESCOVO DI VICENZA
DUCA - MARCHESE - CONTE
Oggi domenica decimasettima dopo la Pentecoste, giorno venti del mese di Settembre dell'anno millenovecentotrent'uno, del Pontificato del Santissimo Signor Nostro Pio Papa decimoprimo anno decimo, nel Nostro Episcopato anno vigesimoprimo, con la solennità prescritta del Pontificale Romano, alla presenza del Podestà di Cornedo Avv. Carlo Testi, del Vicepodestà Montagna Augusto, del Parroco Sac. Campi Dott.Emilio, dei Sacerdoti Dal Grande Eugenio, Rossi Giuseppe, Collicelli Domenico, Albiero Domenico, dei Fabbricieri Roana Luigi, Mezzan Alessandro, Zarantonello Giuseppe fu Giov. Battista e dei parrocchiani festanti, abbiamo benedetta e posta questa pietra primaria della erigenda Chiesa Parrocchiale di S. Marco di Muzzolone in Comune di Cornedo Vicentino. La nuova Chiesa in stile bizantino moderno, a tre navi su disegno dell'Architetto Prof. Pietro Dal Fabro di Treviso, avrà le seguenti dimensioni: lunghezza totale delle navi e presbiterio metri trentadue, larghezza totale delle navi metri sedici. La Chiesa verrà innalzata con le offerte e prestazioni di opera gratuita dei buoni parrocchiani e col sussidio assegnato dal Municipio Comunale di Cornedo di Lire quarantamila.
Dato a Muzzolone addì venti Settembre millenovecentotrent'uno.»

Tradotta in italiano l'epigrafe recita così:
A SAN MARCO EVANGELISTA DEDICATA
NEL CORSO DEI SECOLI
DUE VOLTE AMPLIATA
AL CRESCIUTO NUMERO DE FEDELI
GIÀ ESSENDO ANGUSTA
EMILIO CAMPI PARROCO
COL SOMMO ZELO L'OFFERTE E L'OPERA DEL POPOLO
RACCOLSE ED ANIMÒ E QUESTO NUOVO TEMPIO
IN ONORE DELLO STESSO EVANGELISTA
DAI FONDAMENTI IN TRE ANNI ERESSE
FERDINANDO RODOLFI VESCOVO VICENTINO
COL SOLENNE RITO CONSACRÒ
IL 3 AGOSTO 1935»
- Chiesetta del S.S. Redentore; nel territorio della parrocchia sorge un oratorio costruito nel 1900 dedicato al Santissimo Redentore.

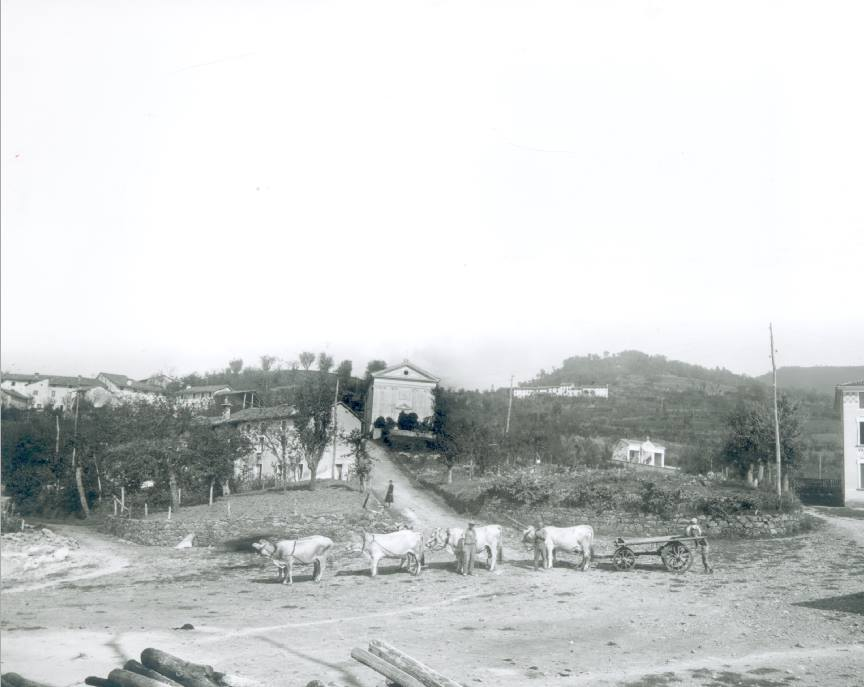
Anni '30, Piazza e Chiesetta di San Rocco

- Anni '30, Piazza e Chiesetta di San RoccoChiesa di San Rocco, demolita. La chiesetta primitiva venne costruita nel 1630 durante la peste manzoniana e venne dedicata a San Rocco, protettore degli appestati. Lo storico vicentino Gaetano Maccà che visitò la chiesetta nel 1815 scriveva così: "Oltre alla chiesa parrocchiale v'è quivi un'altra picciola chiesa dedicata a S.Rocco posta su colle più alto, e poco distante dalla suddetta parrocchiale, appartenente al Comune di questa villa, (il comune di Muzzolone), nella quale v'è debito di celebrare messa una volta al mese per voto di detto Comune. Essa fu fabbricata dal medesimo Comune nella peste dell'anno 1630. Ciò raccogliesi dalla visita che le fece il Vescovo e Cardinale Marcantonio Bragadin nel dì 10 ottobre nella quale leggesi: "visitò la chiesa di San Rocco dal Comune di Muzzolone costruita nel tempo della passata peste". La chiesetta di San Rocco, vecchia e decadente, venne abbattuta nell'anno 1900 e ricostruita, come ricordo del nuovo secolo, su disegno di Don Antonio Sammartin, Arciprete di Cornedo nell'autunno dello stesso anno. L'altorilievo posto dietro l'altare, raffigurante la Vergine Maria in trono con il Bambino benedicente, San Rocco e San Agostino Vescovo, è un'opera d'arte attribuibile a Nicolò da Cornedo; oggi è conservato nella prima cappella laterale sinistra della Chiesa Parrocchiale. Il quadro del soffitto, che rappresenta San Rocco tra gli appestati e che ha per sfondo il colle di Muzzolon, è opera di don Antonio Sammartin, arciprete di Cornedo; è oggi conservato nella sacrestia della chiesa parrocchiale.